# Elecciones generales de Paraguay de 1998
Las elecciones generales de Paraguay de 1998 son el tercer evento electoral nacional que se realiza en dicho país desde el golpe de Estado que puso fin a la dictadura de Alfredo Stroessner en febrero de 1989. Según su organización política, en las elecciones nacionales se eligen presidente, vicepresidente, senadores, diputados y los gobernadores de los departamentos. Los comicios realizados en esta ocasión implicaron una apertura democrática mucho más transparente en comparación con las irregularidades detectadas en la transición como la politización del Poder Judicial, los padrones sin depurar, tribunales electorales parciales hacia los partidos políticos. El Tribunal Superior de Justicia Electoral actúa como un órgano imparcial, con el primer padrón depurado de la historia democrática.
El principal motivo de la alta concurrencia a los comicios es por el sistema de inscripción utilizado en el cual el ciudadano votaba en un local muy cercano a su domicilio y así mismo por la alta competencia entre las distintas fuerzas en pugna.

## Resumen
Para las elecciones generales de 1998 prácticamente no hubo en Paraguay una campaña electoral formal. Los 120 días establecidos por el Código Electoral para hacer campaña no fueron tal. En la ANR dependían de sí Lino Oviedo era o no el candidato y la Alianza Democrática (unión electoral constituida por el PLRA y el PEN que presentaron un candidato de consenso en forma conjunta) esperaban expectantes que la propia implosión de los colorados los lleve al poder. En este escenario se realizó tal vez la campaña electoral más barata desde la caída de la dictadura. Los medios masivos de comunicación habían esperado poder recaudar por la publicación de propaganda electoral hasta unos US$ 7 millones, pero al final alcanzaron solamente 1 millón. (Sanabria: 1999, 468)
La ANR tuvo dos etapas en su campaña electoral. La primera fue la que organizó y dirigió el General (SR) Lino César Oviedo desde el movimiento Unión Nacional de Colorados Éticos (UNACE), antes y después de las elecciones internas de su partido. La segunda fase fue la que se inició con la inhabilitación de Oviedo como candidato de los colorados y comenzó lo que todos llamaron la campaña de emergencia con Raúl Cubas Grau como el nuevo candidato a presidente. Con Oviedo candidato, los ejes de su campaña fueron la dura oposición al Gobierno saliente de Juan Carlos Wasmosy (también ANR pero de otro sector), que le costó su libertad y la plena identificación con su partido.
Lino Oviedo fundó su movimiento político, UNACE, a mediado de 1996, inmediatamente después de haber pasado a retiro de su actividad militar. Ya desde el golpe de 1989 Oviedo fue conocido intrigante político que decidía sobre la suerte de varias figuras políticas, facilitando o negándoles el apoyo del sector militar. Nunca había ocultado sus ambiciones personales en la política, pero tampoco nunca se había candidatado para algún cargo político, antes de su forzado retiro de las FF.AA. (por su intentona golpista de abril de 1996).
Apenas fundado su movimiento dentro de la ANR, Oviedo comenzó a realizar una larga campaña política, presentándose ya como primer precandidato para las elecciones internas de la ANR de 1997, donde se definiría al candidato colorado para las elecciones generales de 1998. Con semejante preparación Oviedo llegó con casi 2 años de campaña ininterrumpida a las Elecciones Generales de mayo de 1998.
El primer año de campaña de Oviedo se realizó casi a escondidas del amplio público y consistió en un largo viaje por el campo paraguayo, donde el carismático Oviedo logró presentarse como "uno más del pueblo", hablando en el idioma guaraní y aprovechándose de la religiosidad y otras costumbres y valores tradicionales del pueblo.
La literatura electoral paraguaya afirma muchas veces que el campo constituye un factor clave para las decisiones electorales. Tal vez esto fue cierto en elecciones anteriores, pero números recientes muestran una nueva tendencia. En las elecciones del año 2000 el 55% de los votos válidos fueron emitidos por votantes residentes en distritos y comunas donde el grado de urbanización sobrepasa el 80%. Sin embargo, hay que reconocer que el voto captado en el campo sigue siendo importante para las decisiones electorales en el país. Pero tal vez hay que revisar a mediano plazo la creencia de que se trate del factor principal que decide sobre victoria o derrota.
Los problemas militares y judiciales que tuvo Oviedo fueron muy bien aprovechados por su campaña, las reiteradas órdenes de arresto en su contra despertaron la sensibilidad del pueblo e incluso de muchos opositores. La prensa paraguaya no estuvo ausente en la gran campaña oviedista. Desde su intento de golpe de Estado en 1996 los medios nunca dejaron de traer noticias sobre el polémico exmilitar y novato como político de primera fila.
Desde las elecciones internas de la ANR en septiembre de 1997 - ganadas por Oviedo en representación de su movimiento interno del Partido Colorado, UNACE, que fue fundado recién en mayo de 1996, 15 meses antes de ganar las internas - hasta febrero de 1998 la campaña electoral fue solamente oviedista. Los otros sectores fuertes del partido fueron en su momento los wasmosistas, seguidores del entonces gobernante Juan Carlos Wasmosy y los argañistas, seguidores de Luis María Argaña.
Los wasmosistas y los argañistas hicieron propaganda por su parte en favor del partido, pero sin mencionar a los candidatos e incluso pidiendo en un momento dado una prórroga de las elecciones y en otro momento su total anulación, para evitar que su adversario interno del propio partido, Lino Oviedo, asumiera la presidencia, argumentando inseguridad en los padrones electorales y las condiciones legales problemáticas de Oviedo, cuya candidatura dependía del fallo en el juicio contra él, por intento de golpe de Estado en 1996.
La campaña oviedista fue una verdadera explotación de la identidad paraguaya con un liderazgo concentrado en la figura de Oviedo, calificado por analistas políticos y por la prensa como con imagen mesiánica. Con el candidato tras las rejas la campaña no decayó. La esposa de Oviedo y Raúl Cubas, candidato de fórmula de Oviedo, encabezaron los mítines, emitiendo mensajes de Oviedo grabados en la prisión.
Finalmente, el 17 de abril de 1998, menos de un mes antes de las elecciones del 10 de mayo, la Corte Suprema confirmó la condena contra Oviedo de 10 años de prisión por intento de golpe de Estado y Oviedo quedó fuera de la carrera electoral (el artículo 153 de la Constitución establece que se pierde los derechos ciudadanos mientras tanto se está cumpliendo una condena judicial con pena privativa de libertad y solo son electores o elegibles los paraguayos que gocen de todos los derechos de la ciudadanía). La ANR quedó sin candidato a 22 días de las elecciones.
La segunda fase de la campaña se inicia el 19 de abril con la oficialización de la dupla Cubas - Argaña, opositores internos del partido, que se vieron unidos en una nueva dupla por los estatutos partidarios y electorales. Ya era demasiado tarde para repetir elecciones internas y entonces el anterior candidato a vicepresidente (Raúl Cubas) quedó como candidato a presidente y el segundo en votos de las elecciones internas de 1997, Luis María Argaña, se convirtió en candidato para ser vicepresidente.
Las rejas no impidieron que Oviedo continuara con su campaña, esta vez apoyando la candidatura de Cubas. Este a su vez prometió "tu voto vale doble - gobierno para Cubas y libertad para Oviedo" y de hecho cumplió con esta promesa antes de haber estado ejerciendo su cargo de Presidente de la República por más de 48 horas, liberando a Oviedo vía perdón presidencial el 16 de agosto. Este hecho fue una de las principales causas para lo que más tarde se conoció como el Marzo paraguayo. El gobierno de Cubas duró solo poco más de 7 meses, del 15 de agosto de 1998 hasta el 29 de marzo de 1999.

## Candidatos

### Partido Colorado
El Partido Colorado es un aparato político - electoral que tiene raíces sociales vinculadas a décadas de administración extendida de clientelismo. Las internas en el cual se eligieron los candidatos para la Presidencia fueron sustituidos. La situación dentro del Partido se volvió preocupante cuando el ganador de las elecciones, el General (SR) Lino Oviedo fue descalificado por el Tribunal Superior de Justicia Electoral debido a una condena judicial que pesaba en contra de este. En caso de acefalia de la candidatura presidencial, la ley dispone que el candidato a vicepresidente suplirá al descalificado y para suplir al vicepresidente, según los estatutos internos del partido, se le asignará al que haya salido en segundo lugar de las elecciones y en este caso, el lugar fue para el Dr. Luis María Argaña.
Si bien la solución había llegado para los colorados por la vía legal, estos temían que las posiciones políticas se hayan debilitado frente a sus adversarios.

### Alianza PLRA - PEN
Con la figura de Luis Domingo Laíno, el Partido Liberal Radical Auténtico (PLRA) hizo una alianza con el Partido Encuentro Nacional (PEN), cuyo designado para acompañar la figura del mencionado previamente sería Carlos Filizzola Pallarés. Las fuerzas electorales de ambos partidos se habían acrecentado y sin embargo esto era insuficiente para derrotar al Partido Colorado, lección aprendida en las elecciones municipales de 1996 cuando los partidos políticos se habían lanzado de manera individual.

## Resultados
| Fecha:                 | 10 de mayo de 1998 |
| Electores Habilitados: | 2.049.449          |
| Cantidad de Votantes:  | 1.650.725          |
| Participación:         | 80,54 %            |

| PARTIDO                           | PRESIDENTE            | VICEPRESIDENTE            | VOTOS                      | %           |
| --------------------------------- | --------------------- | ------------------------- | -------------------------- | ----------- |
| Partido Colorado (Paraguay)       | Raúl Cubas Grau       | Luis María Argaña         | 887.196                    | 53.75 %     |
| Partido Revolucionario Febrerista | Luis Alberto Codas    | Roberto Ferreiro          | 8.139                      | 0.49%       |
| Partido Blanco (Paraguay)         | Gustavo Eduardo Bader | Silverio Segovia Talavera | 4.192                      | 0.25 %      |
| Alianza Democrática(PLRA-PEN)     | Domingo Laíno         | Carlos Filizzola          | 703.379                    | 42.61 %     |
|                                   |                       |                           | BLANCO:17.031 NULOS:30.788 | 1.03% 1.87% |
|                                   |                       |                           | TOTAL:1.650.725            | 80.5%       |

## Resultados para el congreso
| Cámara de Diputados          | Cámara de Senadores          |
| ---------------------------- | ---------------------------- |
|                              |                              |
| Partido Colorado: 45 bancas  | Partido Colorado: 25 bancas  |
| Partido Liberal : 26 bancas  | Partido Liberal: 13 bancas   |
| Encuentro Nacional: 9 Bancas | Encuentro Nacional: 7 bancas |
| Total:80 diputados           | Total:45 Senadores           |